# John Bodnar
John Bodnar (ur. 1944) – amerykański historyk.
W 1966 ukończył studia licencjackie, a w 1968 magisterskie na John Carroll University. Doktorat uzyskał w 1975 na University of Connecticut. Wykładowca na Indiana University.

## Książki
- Virtue and Violence: The "Good War" in American Memory. Johns Hopkins University Press, 2010.
- Blue-Collar Hollywood: Liberalism, Democracy, and Working People in American Film. Baltimore, MD: Johns Hopkins University Press, 2003.
- Our Towns: Remembering Community in Indiana. Indianapolis: Indiana Historical Society, 2000.
- Bonds of Affection: Americans Define their Patriotism. Princeton, NJ: Princeton University Press, 1996.
- Remaking America: Public Memory, Commemoration, and Patriotism in the Twentieth Century. Princeton, NJ: Princeton University Press, 1992.
- The Transplanted: A History of Immigrants in Urban America. Bloomington: Indiana University Press, 1985.